# Chron
Chron (z gr. χρόνος „czas”), doba – formalna jednostka geochronologiczna, niższa rangą od wieku a wyższa od momentu. Rzadko stosowana. Odpowiednik chronozony w skali chronostratygraficznej.